# أوسكار فريتز شوه
أوسكار فريتز شوه (بالألمانية: Oscar Fritz Schuh)‏ هو مخرج ألماني، ولد في 15 يناير 1904 في ميونخ في ألمانيا، وتوفي في 22 أكتوبر 1984 في Großgmain ‏ في النمسا.

## وصلات خارجية
- أوسكار فريتز شوه على موقع IMDb (الإنجليزية)
- أوسكار فريتز شوه على موقع مونزينجر (الألمانية)
- أوسكار فريتز شوه على موقع قاعدة بيانات الفيلم (الإنجليزية)
- أوسكار فريتز شوه على موقع كينوبويسك (الروسية)